# Années 1860 en sociologie
Ci-dessous figurent les événements relatifs à la sociologie survenus au cours des années 1860.

## 1860
- 3 juillet : Naissance de l'essayiste et journaliste américaine Charlotte Perkins Gilman († 17 août 1935)

## 1863
- 19 janvier : Naissance de l'économiste et sociologue allemand Werner Sombart († 18 mai 1941)

## 1864
- 14 février : Naissance du sociologue américain Robert E. Park († 7 février 1944)
- 30 mars : Naissance du sociologue allemand Franz Oppenheimer († 30 septembre 1943)
- 21 avril : Naissance du sociologue allemand Max Weber († 14 juin 1920)
- 17 août : Naissance du sociologue américain Charles Horton Cooley († 7 mai 1929)

## 1867
- 14 septembre : publication à Hambourg du Livre premier du Capital, de Karl Marx

## 1869
- Publication du livre De l'assujettissement des femmes, de John Stuart Mill